# Nils Jensen (Schriftsteller)
Nils Jensen (* 20. Juni 1947 in St. Pölten) ist ein österreichischer Autor und Herausgeber.

## Leben und Wirken
Jensen wuchs in Rabenstein an der Pielach auf. Nach dem Abitur studierte er Publizistik an der Universität Wien und absolvierte die Lehramtsprüfung für Deutsch und Geschichte. Bis 1983 erhielt er mehrere Arbeitsstipendien der Stadt Wien.
Erste Texte erschienen in den 1970er Jahren in Literaturzeitschriften wie Freibord und dem 1971 von ihm gemeinsam mit Reinhard Wegerth und anderen gegründeten Literaturmagazin Frischfleisch (später Frischfleisch & Löwenmaul). Er wirkte auch als Textautor – u. a. für die Musikgruppe Milestones – und arbeitete zudem zwischenzeitlich als Schlussredakteur für Zeitschriften wie HörZu Österreich, Basta, Rennbahn-Express und Gault-Millau.
Er veröffentlichte Werke in verschiedenen Stilrichtungen wie Prosa, Gedichte, Kinderbücher sowie Theaterstücke, leistete Beiträge zu Anthologien und ist außerdem als Herausgeber und Übersetzer tätig.
Jensen war 1989 Mitbegründer und ist seither Mitherausgeber des internationalen Buchmagazins Buchkultur. Er ist Mitglied des Vorstands der IG Autorinnen Autoren sowie seit 2005 des Literaturkreises Podium Schloss Neulengbach und war in den 1990er Jahren Jury-Mitglied des Ingeborg-Bachmann-Preises.
Jensen lebt in Wien und Aigen im Mühlkreis.

## Auszeichnungen und Stipendien (Auswahl)
- 1975: Kunstförderungspreis der Stadt Wien (Prosa)[1]
- 1978: Theodor-Körner-Preis (Lyrik)[1]
- 1979/80: Staatsstipendium für Literatur des BMfUuK (Prosa)[6]
- 1980/81: Dramatikerstipendium des BMfUuK[6]
- 2018: Hans-Weigel-Literaturstipendium[5]

## Veröffentlichungen (Auswahl)
- mit Reinhard Wegerth: Die Kulturbremsen. Konservative Kulturpolitik in Österreich. Ein Schwarzbuch. Karl-Renner-Institut, Zeitdokumente 17, Wien 1978
- Was Hände schaffen. Gedichte zur Geschichte. Linolschnitte von Josef Heer Frischfleisch & Löwenmaul, Wien 1979
- Der tägliche Tod. Theaterstück, Frischfleisch & Löwenmaul, Wien 1980
- Bixi, Stoppel und die Räuber. Jugendbuch, Verlag Breitschopf, Wien 1984, ISBN 978-3-7004-1155-0
- als Hrsg.: Faszination Comic. Das offizielle Comic-Special der Frankfurter Buchmesse 2000, Buchkultur Verlagsgesellschaft, Wien 2000
- Skizzen vom alltäglichen Tag. Gedichte. Grasl, Baden bei Wien 2004, ISBN 978-3-85098-271-9
- mit Gerhard Trumler: Die schönsten Kirchen Österreichs, Styria, Wien 2005, ISBN 978-3-222-13189-9
- Ausgewählte Gedichte. Verlag Podium, Wien 2007, ISBN 978-3-902054-50-0
- Ohne mit alles – Lürük Kebap. Herbstpresse, Wien 2007
- als Hrsg.: Feste feiern, Verlag Podium Wien, 2010, ISBN 978-3-902054-82-1
- Zeit der langsamen Nächte. Ausgewählte Gedichte, Hrsg.: Katarzyna Novakowska, Neisse Verlag, Dresden 2015, ISBN 978-3-86276-170-8